# Liga I 2006-2007
Sezonul 2006-2007 al Ligii I (cunoscută și sub numele de Liga I Bürger din motive de sponsorizare) a fost cea de-a 89-a ediție a Campionatului de Fotbal al României, și a 69-a de la introducerea sistemului divizionar. A început pe 28 iulie 2006 și s-a terminat pe 23 mai 2007. Echipa campioană a ieșit Dinamo București, cea care și-a adjudecat cel de-al 18-lea titlu din palmares.
Golgheter a fost Claudiu Niculescu (Dinamo București), cu 18 goluri.
Deoarece marca Divizia A fusese deja înregistrată, LPF a fost nevoită să schimbe denumirea competiției în Liga I pentru prima oară în istorie. O nouă decizie a fost modificarea numărului de echipe de la 16 la 18.

## Echipe

### Stadioane
| Politehnica Timișoara      | Steaua București | FC U Craiova | Ceahlăul Piatra Neamț |
| -------------------------- | --- | --- | --------------------- |
| Dan Păltinișanu            | Steaua | Ion Oblemenco | Ceahlăul              |
| Capacitate: 32.972         | Capacitate: 28.365 | Capacitate: 25.252 | Capacitate: 17.500    |
|                            | | |                       |
| Farul Constanța            | Jiul Petroșani | Dinamo București | Argeș Pitești         |
| Farul                      | Jiul | Dinamo | Nicolae Dobrin        |
| Capacitate: 15.520         | Capacitate: 15.500 | Capacitate: 15.032 | Capacitate: 15.000    |
|                            | | |                       |
| Național București         | BucureștiArgeșCFRCeahlăulUniversitateaFarulGloriaJiulOțelulPanduriiPoli IașiPolitehnicaUrziceniUTAVasluiEchipele din București: · Dinamo · Național · Rapid · SteauaLiga I 2006-2007 (România) DinamoNaționalRapidSteaua Locația echipelor din București. | BucureștiArgeșCFRCeahlăulUniversitateaFarulGloriaJiulOțelulPanduriiPoli IașiPolitehnicaUrziceniUTAVasluiEchipele din București: · Dinamo · Național · Rapid · SteauaLiga I 2006-2007 (România) DinamoNaționalRapidSteaua Locația echipelor din București. | Oțelul Galați         |
| Cotroceni                  | BucureștiArgeșCFRCeahlăulUniversitateaFarulGloriaJiulOțelulPanduriiPoli IașiPolitehnicaUrziceniUTAVasluiEchipele din București: · Dinamo · Național · Rapid · SteauaLiga I 2006-2007 (România) DinamoNaționalRapidSteaua Locația echipelor din București. | BucureștiArgeșCFRCeahlăulUniversitateaFarulGloriaJiulOțelulPanduriiPoli IașiPolitehnicaUrziceniUTAVasluiEchipele din București: · Dinamo · Național · Rapid · SteauaLiga I 2006-2007 (România) DinamoNaționalRapidSteaua Locația echipelor din București. | Oțelul                |
| Capacitate: 14.542         | BucureștiArgeșCFRCeahlăulUniversitateaFarulGloriaJiulOțelulPanduriiPoli IașiPolitehnicaUrziceniUTAVasluiEchipele din București: · Dinamo · Național · Rapid · SteauaLiga I 2006-2007 (România) DinamoNaționalRapidSteaua Locația echipelor din București. | BucureștiArgeșCFRCeahlăulUniversitateaFarulGloriaJiulOțelulPanduriiPoli IașiPolitehnicaUrziceniUTAVasluiEchipele din București: · Dinamo · Național · Rapid · SteauaLiga I 2006-2007 (România) DinamoNaționalRapidSteaua Locația echipelor din București. | Capacitate: 13.500    |
|                            | BucureștiArgeșCFRCeahlăulUniversitateaFarulGloriaJiulOțelulPanduriiPoli IașiPolitehnicaUrziceniUTAVasluiEchipele din București: · Dinamo · Național · Rapid · SteauaLiga I 2006-2007 (România) DinamoNaționalRapidSteaua Locația echipelor din București. | BucureștiArgeșCFRCeahlăulUniversitateaFarulGloriaJiulOțelulPanduriiPoli IașiPolitehnicaUrziceniUTAVasluiEchipele din București: · Dinamo · Național · Rapid · SteauaLiga I 2006-2007 (România) DinamoNaționalRapidSteaua Locația echipelor din București. |                       |
| Rapid București            | BucureștiArgeșCFRCeahlăulUniversitateaFarulGloriaJiulOțelulPanduriiPoli IașiPolitehnicaUrziceniUTAVasluiEchipele din București: · Dinamo · Național · Rapid · SteauaLiga I 2006-2007 (România) DinamoNaționalRapidSteaua Locația echipelor din București. | BucureștiArgeșCFRCeahlăulUniversitateaFarulGloriaJiulOțelulPanduriiPoli IașiPolitehnicaUrziceniUTAVasluiEchipele din București: · Dinamo · Național · Rapid · SteauaLiga I 2006-2007 (România) DinamoNaționalRapidSteaua Locația echipelor din București. | Politehnica Iași      |
| Giulești-Valentin Stănescu | BucureștiArgeșCFRCeahlăulUniversitateaFarulGloriaJiulOțelulPanduriiPoli IașiPolitehnicaUrziceniUTAVasluiEchipele din București: · Dinamo · Național · Rapid · SteauaLiga I 2006-2007 (România) DinamoNaționalRapidSteaua Locația echipelor din București. | BucureștiArgeșCFRCeahlăulUniversitateaFarulGloriaJiulOțelulPanduriiPoli IașiPolitehnicaUrziceniUTAVasluiEchipele din București: · Dinamo · Național · Rapid · SteauaLiga I 2006-2007 (România) DinamoNaționalRapidSteaua Locația echipelor din București. | Emil Alexandrescu     |
| Capacitate: 11.704         | BucureștiArgeșCFRCeahlăulUniversitateaFarulGloriaJiulOțelulPanduriiPoli IașiPolitehnicaUrziceniUTAVasluiEchipele din București: · Dinamo · Național · Rapid · SteauaLiga I 2006-2007 (România) DinamoNaționalRapidSteaua Locația echipelor din București. | BucureștiArgeșCFRCeahlăulUniversitateaFarulGloriaJiulOțelulPanduriiPoli IașiPolitehnicaUrziceniUTAVasluiEchipele din București: · Dinamo · Național · Rapid · SteauaLiga I 2006-2007 (România) DinamoNaționalRapidSteaua Locația echipelor din București. | Capacitate: 11.390    |
|                            | BucureștiArgeșCFRCeahlăulUniversitateaFarulGloriaJiulOțelulPanduriiPoli IașiPolitehnicaUrziceniUTAVasluiEchipele din București: · Dinamo · Național · Rapid · SteauaLiga I 2006-2007 (România) DinamoNaționalRapidSteaua Locația echipelor din București. | BucureștiArgeșCFRCeahlăulUniversitateaFarulGloriaJiulOțelulPanduriiPoli IașiPolitehnicaUrziceniUTAVasluiEchipele din București: · Dinamo · Național · Rapid · SteauaLiga I 2006-2007 (România) DinamoNaționalRapidSteaua Locația echipelor din București. |                       |
| CFR Cluj                   | BucureștiArgeșCFRCeahlăulUniversitateaFarulGloriaJiulOțelulPanduriiPoli IașiPolitehnicaUrziceniUTAVasluiEchipele din București: · Dinamo · Național · Rapid · SteauaLiga I 2006-2007 (România) DinamoNaționalRapidSteaua Locația echipelor din București. | BucureștiArgeșCFRCeahlăulUniversitateaFarulGloriaJiulOțelulPanduriiPoli IașiPolitehnicaUrziceniUTAVasluiEchipele din București: · Dinamo · Național · Rapid · SteauaLiga I 2006-2007 (România) DinamoNaționalRapidSteaua Locația echipelor din București. | FC Vaslui             |
| CFR                        | BucureștiArgeșCFRCeahlăulUniversitateaFarulGloriaJiulOțelulPanduriiPoli IașiPolitehnicaUrziceniUTAVasluiEchipele din București: · Dinamo · Național · Rapid · SteauaLiga I 2006-2007 (România) DinamoNaționalRapidSteaua Locația echipelor din București. | BucureștiArgeșCFRCeahlăulUniversitateaFarulGloriaJiulOțelulPanduriiPoli IașiPolitehnicaUrziceniUTAVasluiEchipele din București: · Dinamo · Național · Rapid · SteauaLiga I 2006-2007 (România) DinamoNaționalRapidSteaua Locația echipelor din București. | Municipal             |
| Capacitate: 10.000         | BucureștiArgeșCFRCeahlăulUniversitateaFarulGloriaJiulOțelulPanduriiPoli IașiPolitehnicaUrziceniUTAVasluiEchipele din București: · Dinamo · Național · Rapid · SteauaLiga I 2006-2007 (România) DinamoNaționalRapidSteaua Locația echipelor din București. | BucureștiArgeșCFRCeahlăulUniversitateaFarulGloriaJiulOțelulPanduriiPoli IașiPolitehnicaUrziceniUTAVasluiEchipele din București: · Dinamo · Național · Rapid · SteauaLiga I 2006-2007 (România) DinamoNaționalRapidSteaua Locația echipelor din București. | Capacitate: 9.240     |
|                            | BucureștiArgeșCFRCeahlăulUniversitateaFarulGloriaJiulOțelulPanduriiPoli IașiPolitehnicaUrziceniUTAVasluiEchipele din București: · Dinamo · Național · Rapid · SteauaLiga I 2006-2007 (România) DinamoNaționalRapidSteaua Locația echipelor din București. | BucureștiArgeșCFRCeahlăulUniversitateaFarulGloriaJiulOțelulPanduriiPoli IașiPolitehnicaUrziceniUTAVasluiEchipele din București: · Dinamo · Național · Rapid · SteauaLiga I 2006-2007 (România) DinamoNaționalRapidSteaua Locația echipelor din București. |                       |
| Pandurii Târgu Jiu         | Gloria Bistrița | UTA Arad | Unirea Urziceni       |
| Tudor Vladimirescu         | Gloria | Francisc von Neuman | Tineretului           |
| Capacitate: 9.200          | Capacitate: 7.800 | Capacitate: 7.287 | Capacitate: 7.000     |
|                            | | |                       |

1. ↑  Capacitatea stadionului Giulești-Valentin Stănescu a fost redusă de la 19.100 la 11.704 din cauza degradării avansate a structurii de rezistență a Peluzei Sud.
2. ↑  CFR Cluj a fost mutată pe Stadionul Unirea din Dej pentru primele cinci meciuri de acasă din acest sezon deoarece Stadionul Dr. Constantin Rădulescu era în curs de renovare.

### Personal și statistici
Note: Steagurile indică echipa națională așa cum a fost definit în regulile de eligibilitate FIFA. Jucătorii și antrenorii pot deține mai mult de o naționalitate non-FIFA.
| Echipă                | Ultima promovare | Clasament 2005-06 | Antrenor (numire)         | Căpitan           | Sezoane în Liga I |
| --------------------- | ---------------- | ----------------- | ------------------------- | ----------------- | ----------------- |
| Steaua București      | 1947             | 1                 | Cosmin Olăroiu (2006)     | Mirel Rădoi       | 58                |
| Rapid                 | 1990             | 2                 | Răzvan Lucescu (2004)     | Vasile Maftei     | 58                |
| Dinamo                | 1948             | 3                 | Mircea Rednic (2006)      | Claudiu Niculescu | 57                |
| CFR Cluj              | 2004             | 5                 | Cristiano Bergodi (2006)  | Vasile Jula       | 11                |
| Național              | 1992             | 6                 | Eugen Nae (2007)          | Ovidiu Herea      | 31                |
| Farul                 | 2001             | 7                 | Marin Ion (2007)          | Mihai Guriță      | 39                |
| Politehnica Timișoara | 2002             | 8                 | Valentin Velcea (2007)    | Dan Alexa         | 39                |
| Oțelul                | 1991             | 9                 | Petre Grigoraș (2005)     | Viorel Tănase     | 18                |
| Gloria Bistrița       | 1990             | 10                | Ioan Sabău (2005)         | Sandu Negrean     | 16                |
| Poli Iași             | 2004             | 11                | Ionuț Popa (2004)         | Bogdan Onuț       | 24                |
| Argeș Pitești         | 1994             | 12                | Constantin Cârstea (2007) | Alin Chița        | 42                |
| Jiul Petroșani        | 2005             | 13                | Gheorghe Poenaru          | Ciprian Dinu      | 40                |
| FC Vaslui             | 2005             | 14                | Viorel Hizo (2006)        | Bogdan Buhuș      | 1                 |
| Pandurii              | 2005             | 15                | Eugen Neagoe (2006)       | Florin Stângă     | 1                 |
| Ceahlăul              | 2006             | 1S1 (Divizia B)   | Aurel Șunda (2007)        | Adrian Iencsi     | 11                |
| FCU Craiova           | 2006             | 1S2 (Divizia B)   | Florin Cioroianu (2007)   | Dorel Stoica      | 14                |
| Unirea Urziceni       | 2006             | 2S2 (Divizia B)   | Dan Petrescu (2006)       | Bogdan Mara       | 0                 |
| UTA Arad              | 2006             | 14S3 (Divizia B)  | Marius Lăcătuș (2006)     | Daniel Tudor      | 36                |

Legendă culori
     Dinamo și Steaua București au participat în șaisprezecimile Cupei UEFA 2006-2007, Steaua trecând și prin faza grupelor Ligii Campionilor 2006-2007
     Rapid a participat în faza grupelor Cupei UEFA 2006-2007
     Promovată din Divizia B 2005-2006

## Clasament
| Loc | Echipă                | Pct. | MJ | V  | E  | Î  | GM | GP | DG  | Calificare sau retrogradare           |
| --- | --------------------- | ---- | -- | -- | -- | -- | -- | -- | --- | ------------------------------------- |
| 1.  | Dinamo (C)            | 77   | 34 | 23 | 8  | 3  | 63 | 24 | +39 | Liga Campionilor 2007-08 Turul III    |
| 2.  | Steaua București      | 71   | 34 | 21 | 8  | 5  | 61 | 22 | +39 | Liga Campionilor 2007-08 Turul II     |
| 3.  | CFR Cluj              | 69   | 34 | 21 | 6  | 7  | 59 | 32 | +27 | Cupa UEFA 2007-08 Turul II            |
| 4.  | Rapid                 | 59   | 34 | 16 | 11 | 7  | 63 | 39 | +24 | Cupa UEFA 2007-08 Turul III           |
| 5.  | Oțelul                | 56   | 34 | 17 | 5  | 12 | 60 | 56 | +4  | Cupa Intertoto 2007 A doua rundă      |
| 6.  | Gloria Bistrița       | 54   | 34 | 16 | 6  | 12 | 42 | 35 | +7  | Cupa Intertoto 2007 Prima rundă       |
| 7.  | Politehnica Timișoara | 53   | 34 | 15 | 8  | 11 | 37 | 33 | +4  |                                       |
| 8.  | FC Vaslui             | 50   | 34 | 13 | 11 | 10 | 41 | 44 | −3  |                                       |
| 9.  | FCU Craiova           | 48   | 34 | 12 | 12 | 10 | 39 | 43 | −4  |                                       |
| 10. | Unirea Urziceni       | 47   | 34 | 13 | 8  | 13 | 30 | 29 | +1  |                                       |
| 11. | Pandurii              | 44   | 34 | 13 | 5  | 16 | 26 | 35 | −9  |                                       |
| 12. | UTA Arad              | 41   | 34 | 11 | 8  | 15 | 28 | 39 | −11 |                                       |
| 13. | Poli Iași             | 40   | 34 | 10 | 10 | 14 | 34 | 41 | −7  |                                       |
| 14. | Farul                 | 37   | 34 | 8  | 13 | 13 | 31 | 35 | −4  |                                       |
| 15. | Ceahlăul              | 31   | 34 | 8  | 7  | 19 | 27 | 53 | −26 | Salvată de retrogradare               |
| 16. | Național (R)          | 24   | 34 | 6  | 6  | 22 | 27 | 52 | −25 | Retrogradare în Liga a II-a 2007-2008 |
| 17. | Argeș Pitești (R)     | 24   | 34 | 5  | 9  | 20 | 23 | 47 | −24 | Retrogradare în Liga a II-a 2007-2008 |
| 18. | Jiul Petroșani (R)    | 20   | 34 | 5  | 5  | 24 | 15 | 47 | −32 | Retrogradare în Liga a II-a 2007-2008 |

1. ↑  Datorită câștigării Cupei României, Rapid s-a calificat în al treilea tur preliminar al Cupei UEFA 2007-2008.
2. ↑  Prin intermediul rezultatelor obținute în Cupa UEFA Intertoto 2007, Oțelul Galați s-a calificat în al doilea tur preliminar al Cupei UEFA 2007-2008.
3. ↑  Echipei Delta Tulcea, câștigătoarea Ligii a II-a, Seria I, i s-a refuzat dreptul de a participa în sezonul viitor al Ligii I deoarece nu a îndeplinit cerințele de licențiere, prin urmare Ceahlăul Piatra Neamț a fost salvată de retrogradare.
4. 1 2  ARG 0-3 NAȚ; NAȚ 0-2 ARG

### Pozițiile pe etapă
| Etapă/ Echipă         | 1             | 2  | 3  | 4  | 5  | 6  | 7  | 8  | 9  | 10 | 11 | 12 | 13 | 14 | 15 | 16 | 17 | 18 | 19 | 20 | 21 | 22 | 23 | 24 | 25 | 26 | 27 | 28 | 29 | 30 | 31 | 32 | 33 | 34 |    |
| --------------------- | ------------- | -- | -- | -- | -- | -- | -- | -- | -- | -- | -- | -- | -- | -- | -- | -- | -- | -- | -- | -- | -- | -- | -- | -- | -- | -- | -- | -- | -- | -- | -- | -- | -- | -- | -- |
| Etapă/ Echipă         | Argeș Pitești | 4  | 11 | 14 | 16 | 18 | 17 | 18 | 18 | 18 | 18 | 18 | 18 | 18 | 18 | 16 | 16 | 16 | 16 | 16 | 16 | 16 | 16 | 16 | 16 | 16 | 16 | 16 | 16 | 16 | 16 | 16 | 16 | 16 | 17 |
| Ceahlăul Piatra Neamț | 5             | 10 | 13 | 15 | 10 | 9  | 11 | 10 | 10 | 11 | 12 | 11 | 11 | 12 | 14 | 15 | 15 | 15 | 15 | 15 | 15 | 15 | 15 | 15 | 15 | 15 | 15 | 15 | 15 | 15 | 15 | 15 | 15 | 15 |    |
| CFR Cluj              | 1             | 1  | 1  | 1  | 1  | 3  | 3  | 2  | 3  | 4  | 4  | 4  | 4  | 4  | 4  | 4  | 4  | 4  | 4  | 4  | 4  | 3  | 2  | 2  | 2  | 2  | 2  | 2  | 2  | 2  | 3  | 3  | 3  | 3  |    |
| Dinamo București      | 3             | 3  | 2  | 2  | 2  | 1  | 1  | 1  | 1  | 1  | 1  | 1  | 1  | 1  | 1  | 1  | 1  | 1  | 1  | 1  | 1  | 1  | 1  | 1  | 1  | 1  | 1  | 1  | 1  | 1  | 1  | 1  | 1  | 1  |    |
| Farul Constanța       | 6             | 6  | 4  | 5  | 7  | 12 | 9  | 11 | 12 | 9  | 10 | 12 | 13 | 13 | 11 | 13 | 13 | 14 | 14 | 13 | 12 | 11 | 12 | 12 | 12 | 12 | 14 | 13 | 13 | 14 | 14 | 14 | 14 | 14 |    |
| FC U Craiova          | 10            | 14 | 10 | 10 | 12 | 14 | 15 | 15 | 16 | 14 | 14 | 14 | 12 | 10 | 12 | 8  | 11 | 11 | 11 | 11 | 11 | 10 | 14 | 13 | 14 | 14 | 13 | 12 | 12 | 12 | 11 | 10 | 10 | 9  |    |
| Gloria Bistrița       | 15            | 9  | 11 | 11 | 14 | 11 | 7  | 6  | 8  | 6  | 8  | 8  | 8  | 7  | 6  | 6  | 6  | 5  | 6  | 5  | 5  | 5  | 5  | 5  | 5  | 5  | 5  | 5  | 5  | 6  | 6  | 6  | 7  | 6  |    |
| Jiul Petroșani        | 16            | 15 | 17 | 17 | 13 | 13 | 16 | 16 | 15 | 16 | 17 | 17 | 17 | 17 | 18 | 18 | 18 | 17 | 17 | 17 | 17 | 18 | 18 | 18 | 18 | 18 | 18 | 18 | 18 | 18 | 18 | 17 | 18 | 18 |    |
| Național București    | 14            | 16 | 12 | 14 | 17 | 18 | 14 | 13 | 14 | 15 | 15 | 15 | 16 | 16 | 17 | 17 | 17 | 18 | 18 | 18 | 18 | 17 | 17 | 17 | 17 | 17 | 17 | 17 | 17 | 17 | 17 | 18 | 17 | 16 |    |
| Oțelul Galați         | 17            | 17 | 18 | 13 | 9  | 7  | 5  | 4  | 4  | 3  | 3  | 3  | 3  | 5  | 7  | 7  | 7  | 7  | 8  | 7  | 8  | 8  | 8  | 6  | 8  | 6  | 7  | 7  | 7  | 7  | 7  | 7  | 5  | 5  |    |
| Pandurii Târgu Jiu    | 7             | 12 | 9  | 12 | 15 | 15 | 13 | 14 | 13 | 13 | 11 | 10 | 10 | 8  | 9  | 9  | 10 | 10 | 12 | 12 | 10 | 13 | 10 | 11 | 11 | 11 | 10 | 9  | 9  | 9  | 10 | 11 | 12 | 11 |    |
| Politehnica Iași      | 2             | 2  | 5  | 4  | 5  | 4  | 6  | 5  | 7  | 7  | 6  | 6  | 7  | 9  | 10 | 12 | 12 | 13 | 10 | 10 | 13 | 9  | 9  | 9  | 10 | 10 | 11 | 10 | 11 | 10 | 12 | 12 | 13 | 13 |    |
| Politehnica Timișoara | 12            | 7  | 6  | 9  | 6  | 8  | 4  | 8  | 6  | 5  | 7  | 7  | 6  | 6  | 5  | 5  | 5  | 6  | 5  | 6  | 6  | 6  | 6  | 8  | 7  | 8  | 6  | 6  | 6  | 5  | 5  | 5  | 6  | 7  |    |
| Rapid București       | 8             | 8  | 7  | 7  | 8  | 6  | 8  | 7  | 5  | 8  | 5  | 5  | 5  | 3  | 3  | 3  | 3  | 3  | 3  | 3  | 3  | 2  | 4  | 4  | 4  | 3  | 4  | 4  | 4  | 4  | 4  | 4  | 4  | 4  |    |
| Steaua București      | 11            | 5  | 3  | 3  | 3  | 2  | 2  | 3  | 2  | 2  | 2  | 2  | 2  | 2  | 2  | 2  | 2  | 2  | 2  | 2  | 2  | 4  | 3  | 3  | 3  | 4  | 3  | 3  | 3  | 3  | 2  | 2  | 2  | 2  |    |
| Unirea Urziceni       | 18            | 18 | 15 | 8  | 11 | 10 | 12 | 9  | 11 | 12 | 13 | 13 | 14 | 14 | 15 | 14 | 14 | 12 | 13 | 14 | 14 | 14 | 11 | 10 | 9  | 9  | 9  | 8  | 8  | 8  | 8  | 9  | 9  | 10 |    |
| UTA Arad              | 9             | 4  | 8  | 6  | 4  | 5  | 10 | 12 | 9  | 10 | 9  | 9  | 9  | 11 | 8  | 11 | 9  | 9  | 9  | 9  | 9  | 12 | 13 | 14 | 13 | 13 | 12 | 14 | 14 | 13 | 13 | 13 | 11 | 12 |    |
| Vaslui                | 13            | 13 | 16 | 18 | 16 | 16 | 17 | 17 | 17 | 17 | 16 | 16 | 15 | 15 | 13 | 10 | 8  | 8  | 7  | 8  | 7  | 7  | 7  | 7  | 6  | 7  | 8  | 11 | 10 | 11 | 9  | 8  | 8  | 8  |    |

| Câștigătorii Ligii I, ediția 2006/2007 |
| -------------------------------------- |
| Dinamo București Al 18-lea Titlu       |

## Rezultate
| Acasă \ Deplasare[1] | Argeș | CFR Cluj | Ceahlăul | Craiova | Dinamo București | Farul | Gloria Bistrița | Jiul Petroșani | Oțelul | Pandurii | Poli Iași | Național București | Rapid București | Steaua | FCU Politehnica Timișoara | UTA Arad | Urziceni | Vaslui |
| Argeș                |       | 0–0      | 1–0      | 0–0     | 2–3              | 0–1   | 2–0             | 0–1            | 3–1    | 0–0      | 0–2       | 0–3                | 1–2             | 0–1    | 0–2                       | 0–1      | 1–1      | 1–1    |
| CFR Cluj             | 2–0   |          | 1–1      | 5–1     | 2–1              | 1–0   | 2–1             | 1–1            | 2–1    | 1–0      | 2–1       | 1–0                | 3–2             | 1–2    | 2–1                       | 5–0      | 4–0      | 2–2    |
| Ceahlăul             | 1–1   | 1–3      |          | 0–2     | 2–2              | 0–0   | 1–0             | 1–0            | 4–3    | 1–0      | 0–4       | 1–1                | 0–3             | 0–0    | 1–2                       | 2–1      | 2–1      | 3–2    |
| Craiova              | 3–1   | 0–1      | 1–0      |         | 0–4              | 1–0   | 1–2             | 2–0            | 0–2    | 2–2      | 3–3       | 1–0                | 0–0             | 0–0    | 0–1                       | 2–1      | 0–0      | 0–0    |
| Dinamo               | 2–1   | 1–0      | 2–0      | 0–0     |                  | 2–1   | 2–0             | 1–0            | 3–0    | 1–0      | 5–0       | 1–0                | 3–1             | 1–0    | 3–1                       | 2–0      | 1–2      | 0–0    |
| Farul Constanța      | 1–1   | 0–2      | 0–1      | 0–0     | 1–1              |       | 0–0             | 0–0            | 3–1    | 2–0      | 3–0       | 1–1                | 1–2             | 1–1    | 1–3                       | 0–0      | 0–1      | 1–1    |
| Gloria Bistrița      | 3–1   | 3–2      | 2–1      | 4–1     | 0–1              | 3–2   |                 | 0–0            | 1–2    | 2–0      | 1–0       | 2–0                | 3–3             | 2–0    | 1–1                       | 1–0      | 0–0      | 3–0    |
| Jiul Petroșani       | 0–1   | 0–2      | 0–0      | 1–2     | 0–1              | 1–2   | 0–1             |                | 1–2    | 0–2      | 3–1       | 2–0                | 1–0             | 0–2    | 0–1                       | 2–0      | 0–1      | 1–3    |
| Oțelul               | 5–1   | 1–3      | 3–1      | 4–1     | 2–1              | 0–0   | 1–1             | 2–1            |        | 2–0      | 3–1       | 5–2                | 0–7             | 2–1    | 1–0                       | 2–1      | 3–2      | 2–0    |
| Pandurii             | 2–1   | 1–3      | 1–0      | 0–2     | 0–3              | 1–0   | 1–0             | 2–0            | 2–1    |          | 1–0       | 2–1                | 1–1             | 0–0    | 1–0                       | 2–0      | 1–0      | 1–2    |
| Poli Iași            | 1–0   | 0–1      | 1–0      | 1–1     | 1–1              | 0–2   | 0–1             | 4–0            | 1–1    | 2–1      |           | 1–1                | 0–0             | 1–1    | 0–0                       | 1–0      | 1–3      | 2–0    |
| Progresul            | 0–2   | 0–1      | 2–0      | 1–2     | 1–2              | 2–0   | 1–0             | 0–0            | 1–3    | 0–1      | 2–1       |                    | 4–0             | 0–3    | 0–2                       | 1–2      | 0–2      | 0–1    |
| Rapid                | 2–1   | 3–1      | 4–1      | 1–1     | 1–4              | 3–2   | 4–0             | 1–0            | 3–3    | 1–1      | 3–0       | 2–1                |                 | 2–3    | 2–0                       | 4–0      | 1–0      | 2–0    |
| Steaua               | 2–0   | 4–2      | 2–0      | 3–0     | 2–4              | 3–0   | 2–1             | 3–0            | 3–0    | 1–0      | 1–0       | 6–0                | 1–1             |        | 3–1                       | 0–0      | 3–0      | 3–1    |
| Poli Timișoara       | 3–1   | 3–1      | 2–0      | 1–5     | 1–1              | 1–1   | 1–0             | 1–0            | 1–0    | 1–0      | 0–1       | 1–1                | 0–0             | 0–0    |                           | 2–0      | 1–0      | 2–2    |
| UTA Arad             | 0–0   | 1–0      | 1–0      | 1–0     | 1–1              | 1–1   | 0–1             | 3–0            | 1–1    | 3–0      | 0–0       | 1–1                | 1–0             | 0–3    | 2–1                       |          | 1–0      | 0–1    |
| Urziceni             | 0–0   | 0–0      | 2–0      | 1–2     | 1–1              | 0–1   | 0–1             | 3–0            | 1–0    | 1–0      | 0–2       | 2–0                | 1–1             | 1–2    | 2–0                       | 1–0      |          | 1–0    |
| Vaslui               | 1–0   | 0–0      | 3–2      | 3–3     | 1–2              | 1–3   | 3–2             | 2–0            | 3–1    | 1–0      | 1–1       | 1–0                | 1–1             | 1–0    | 1–0                       | 2–5      | 0–0      |        |

Sursa: LT ro
1Echipa gazdă este listată în coloana din stânga.
Culori: Albastru = gazda e câștigătoare; Galben = egal; Roșu = oaspeții sunt câștigători.

## Marcatori
| Marcatorul        | Goluri | Echipa                           |
| ----------------- | ------ | -------------------------------- |
| Claudiu Niculescu | 18     | Dinamo București                 |
| Ionel Ganea       | 16     | Rapid București/Dinamo Bucuresti |
| Ionel Dănciulescu | 15     | Dinamo București                 |
| Emil Jula         | 14     | Oțelul Galați                    |
| Valentin Badea    | 13     | Steaua București                 |
| Daniel Stan       | 13     | Oțelul Galați                    |
| Ianis Zicu        | 13     | Rapid București                  |
| Cristian Coroian  | 11     | CFR Cluj                         |
| Dorel Zaharia     | 11     | Gloria Bistrița                  |
| Nicolae Dică      | 10     | Steaua București                 |
| Viorel Frunză     | 10     | CFR Cluj/FC Vaslui               |
| Romeo Surdu       | 10     | CFR Cluj                         |
| Cyril Théréau     | 10     | Steaua București                 |
| Gigel Bucur       | 9      | Poli Timișoara                   |
| Ionuț Mazilu      | 9      | Rapid București                  |
| Ionuț Bâlbă       | 8      | Poli Iași                        |
| Bogdan Mara       | 8      | Unirea Urziceni/UTA Arad         |
| Gabriel Mureșan   | 8      | Gloria Bistrița                  |
| Ciprian Tănasă    | 8      | FC Argeș                         |
| Victoraș Iacob    | 6      | Steaua București                 |
| Mihai Guriță      | 6      | Farul Constanța                  |
| Sandu Negrean     | 5      | Gloria Bistrița                  |
| Daniel Oprița     | 5      | Steaua București                 |

## Legături externe
- Liga I 2006-2007

1. ↑  „Liga 1 are mai puțini spectatori decât 10 ligi inferioare din Europa !”. Accesat în 22 februarie 2021.
2. ↑  Divizia A a fost mitraliată, Cotidianul, 16 mai 2006, preluat de Hotnews.ro